# Lenço verde

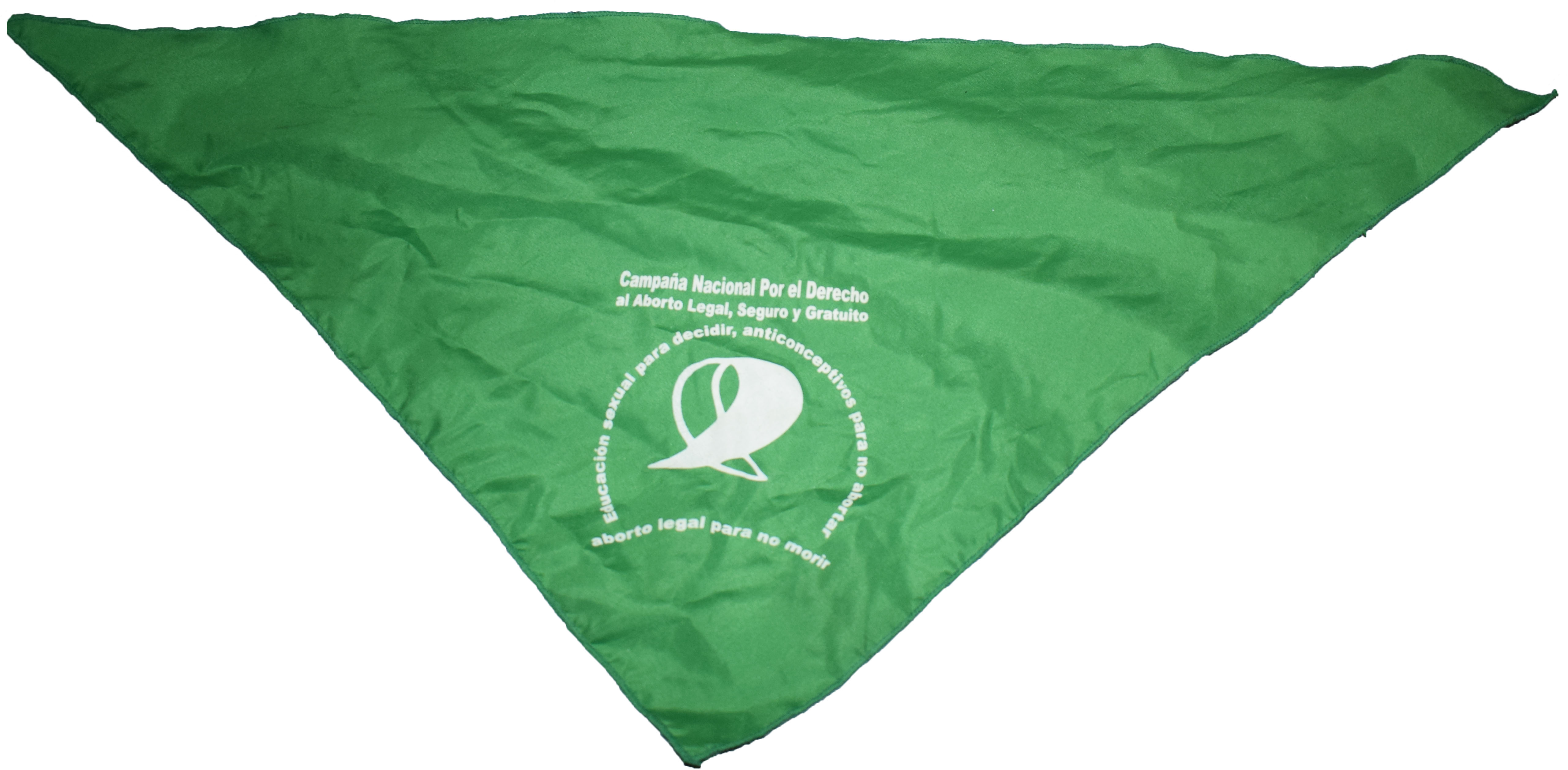
Lenço Verde, símbolo da campanha pelo aborto legal na Argentina.

O Lenço Verde é um símbolo da luta pelo direito ao aborto que foi criado na Argentina. Em 2018, tornou-se popular em toda a América Latina e 4 anos mais tarde nos Estados Unidos da América. Teve como inspiração o lenço branco usado pelas Mães da Praça de Maio. 

## Origem
O Lenço Verde enquanto símbolo do direito ao aborto, surgiu em 2003 durante o 18º Encontro Nacional de Mulheres que decorreu na cidade Rosário na Argentina. Durante este encontro o direito ao aborto foi pela primeira vez uma das principais reivindicações, e a manifestação de encerramento ficou marcada pela utilização de lenços verdes.
Dois anos mais tarde, em 2005, é lançada na Argentina, a Campanha Nacional pelo Direito ao Aborto Legal, Seguro e Gratuito e o Lenço Verde é adoptado como símbolo do movimento. Durante anos foi usado pelas activistas em manifestações recebidas com indiferença pela população e os meios de comunicação. 
Inspirado no Lenço Branco usado pelas Mães da Praça de Maio, as activistas optaram pela cor verde, por esta representar a esperança e por não estar associada a nenhum movimento social ou político argentino.  De acordo com uma das participantes no encontro, houve também uma razão prática que influenciou a escolha da cor, a intenção era distribuir lenços roxos, a cor do feminismo, mas não havia tecido suficiente nessa cor mas havia bastante verde disponível. 
O tom de verde usado está entre o 347 C e o  3415 C do sistema de cores da Pantone. Até 2018, era conhecido nas lojas de tecidos como "verde Benetton" mas rapidamente passou a ser conhecido com  "Verde aborto legal". 
O lenço contem a frase: "Educação sexual para decidir, anticoncepcional para não abortar, aborto legal para não morrer". 

## Popularização

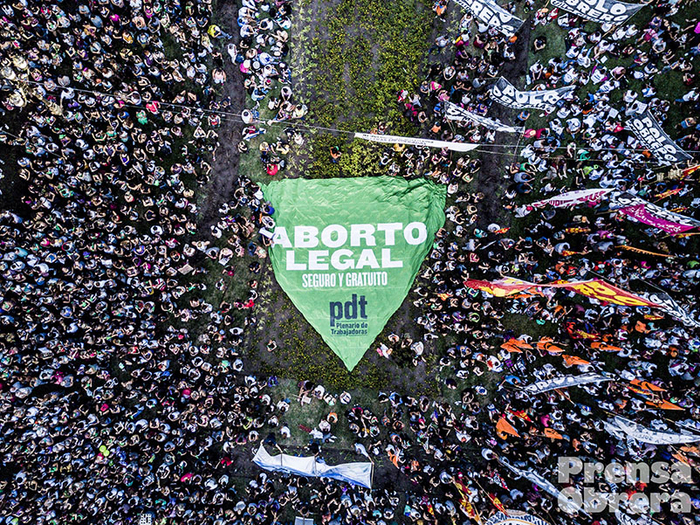
Símbolo da Campanha pelo Aborto Legal, Seguro e Gratuito na marcha do 8 de Março de 2018, em Buenos Aires, na Argentina.

Pouco a pouco o lenço foi-se tornando popular, utilizado nas manifestações Ni Una Menos atingiu a notoriedade pública em 2017, após o movimento Me too, com a marcha "Um grito global pelo aborto legal" que teve lugar no dia 28 de Setembro desse ano, tendo conseguido uma ampla cobertura da parte dos meios de comunicação que falaram de uma "maré verde". 
O lenço verde que é usado no pescoço, no pulso ou nas mochilas, é usado por celebridades e a Avôs da Praça de Maio também o adoptaram e usam-no nas suas manifestações semanais. 
Até 2018, a Campanha Nacional pelo Direito ao Aborto Legal distribuía cerca de 8000 lenços por ano. Em 2018, foi distribuídos mais de 200.000. 
Como reacção, o movimento antiaborto argentino criou o lenço azul claro, a favor das duas vidas. 

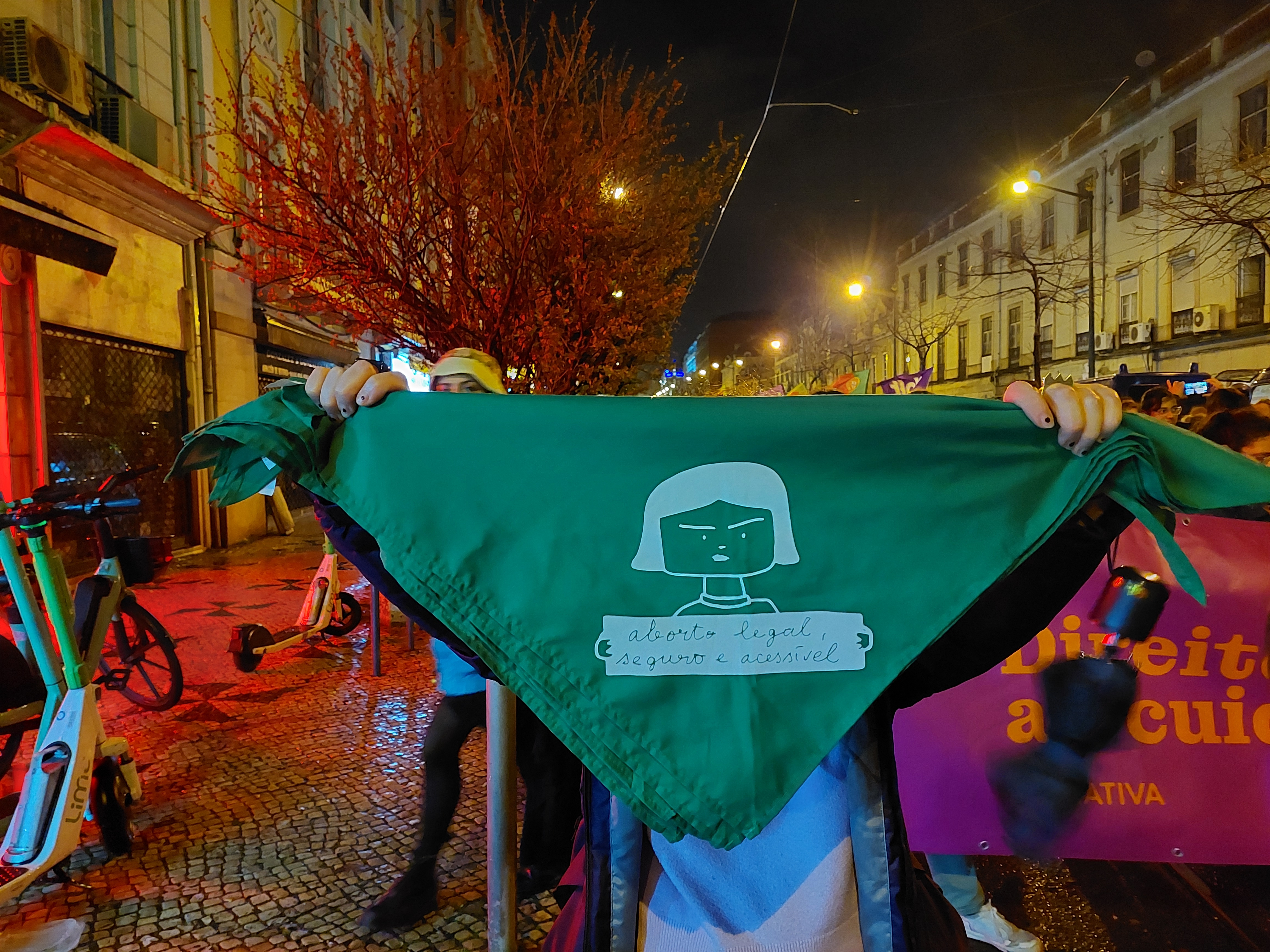
Lenço verde em Lisboa, na manifestação do 8 de Março de 2024

## Internacionalização
O Lenço Verde atravessa as fronteiras argentinas em 2018 e foi adoptado nos restantes países da América Latina pelos movimentos que lutam pelo direito ao aborto.  No Chile, por exemplo, o lenço foi usado com as mensagens  "Aborto livre, seguro e gratuito" e "NãoBastam3Causas", referindo-se ao facto de que só era permitido abortar, quando a vida da mãe estivesse em risco, o feto não fosse viável ou a gravidez resultasse de uma violação. 
Em Espanha foi usado nas manifestações internacionais de apoio à Lei do Aborto na Argentina.  Em 2020, após a aprovação do projecto da Lei sobre o aborto em Espanha, a Ministra da Igualdade Irene Montero, compareceu a uma conferência de imprensa com o lenço no braço. 
Dois anos mais tarde, o Lenço Verde foi usado nos Estados Unidos da América, nas manifestações em defesa do direito ao aborto, contra a anulação do caso Roe vs Wade. 